# Iglesia de la Transfiguración (Tablares)
La iglesia de la Transfiguración es un templo románico del siglo XIII situado en el municipio español de Congosto de Valdavia, dentro de la dehesa de Tablares. 
El hastial de la iglesia formaba parte de la ermita de Tablares y fue reciclado para su construcción. La portada tiene cinco sencillas arquivoltas de boceles y escocias, de trazado ojival, que son sostenidas por cuatro pares de columnas con capiteles vegetales. Más interesante son los conjuntos escultóricos que flanquean dicha puerta. A la izquierda hay una escena de Cristo en Majestad y el correspondiente Tetramorfos, más una figura de San Pablo. 
Al otro lado hay un Calvario, con el Crucificado en el centro de la Virgen y San Juan. Más al extremos, también está la figura de San Pedro portando sus clásicas llaves del Paraíso.
 Esta fachada del siglo XII es primorosa y original. La remata un campanario románico de dos cuerpos y tres huecos de campanas que están afirmados por pináculos del siglo XVIII.